# 出石糸井県立自然公園
出石糸井県立自然公園（いずしいといけんりつしぜんこうえん）は、兵庫県の北部にある自然公園。

## 概要
兵庫県北部の但馬地方にある床尾山を中心に豊岡市、朝来市に広がる。1961年3月30日に指定された。総面積は7,578ヘクタールで、うち特別地域が2,947ヘクタールとなっている。
床尾山とは、東床尾山(839m)、西床尾山(847m)の二峰からなり、朝来市側に糸井渓谷、豊岡市側には白糸の滝がある。

## 名所

### 山岳
- 床尾山
  - 東床尾山 - 標高 839メートル。ふるさと兵庫50山。
  - 西床尾山 - 標高 847メートル

### 渓谷・滝
- 糸井渓谷
- 白糸の滝